# Karen Grassle
Karen Trust Grassle (Berkeley, California, 25 de febrero de 1942) es una actriz estadounidense conocida principalmente por interpretar a Caroline Ingalls en Little House on the Prairie.

## Biografía
Hija del dueño de una gasolinera y de una administradora de un restaurante, se graduó en la escuela secundaria en 1959 y se matriculó en la Universidad de California, graduándose en 1965 en inglés y en arte dramático. Recibió entonces una beca para el Royal Academy of Dramatic Art de Londres.

## Trabajos
Su primer trabajo como actriz en la ciudad de Nueva York fue en la obra The Gingham Tree. En 1974 fue seleccionada para el papel que le proporcionaría una popularidad mundial, la abnegada madre de la serie Little House on the Praire (La casa de la pradera), que interpretó hasta 1982.
Tras la finalización de la serie, siguió actuando en teatro, y es cofundadora de la Compañía de Teatro de Santa Fe, de la que además es directora artística. 
En 1985 protagoniza la película Between the darkness and the dawn, junto a Elizabeth Montgomery.
Residente en California, en 2006 interpretó el papel protagonista de la obra Driving Miss Daisy en el Manitoba Theatre Centre de Winnipeg, Canadá.

## Vida personal
Grassle ha contraído matrimonio tres veces; su primer esposo fue el actor Leon Russom, en 1982. Se casó con J. Allen Radford, con quien adoptó a una niña llamada Lily. En 1991 se casó con  Scott T. Sutherland, un médico de quien se divorció en el año 2000. Vive en San Francisco, junto a su hija.